# Keith Smith (calciatore)
Keith Wilson Smith (Woodville, 15 settembre 1940) è un ex calciatore inglese, di ruolo attaccante.

## Carriera
Esordisce tra i professionisti nel 1959, all'età di 19 anni, giocando 2 partite nella prima divisione inglese con il West Bromwich; nella stagione seguente gioca invece 5 partite, segnando anche il suo primo gol in carriera. Nella stagione 1961-1962 si guadagna un posto da titolare, mettendo a segno 17 reti in 29 partite di campionato, alle quali poi aggiunge ulteriori 27 presenze e 12 reti nel corso della stagione 1962-1963, grazie alle quali arriva ad un bilancio complessivo di 63 presenze e 30 reti in carriera in prima divisione.
Nell'estate del 1963 viene ceduto al Peterborough Utd, club di terza divisione, con cui trascorre una stagione e mezza giocando da titolare e segnando complessivamente 28 reti in 55 partite di campionato; nella stagione 1964-1965 a stagione iniziata viene ceduto al Crystal Palace, dove rimane fino al termine della stagione 1965-1966, segnando in tutto 14 reti in 50 partite in seconda divisione: tra queste reti figura anche quella realizzata il 12 dicembre 1964 su assist di Brian Whitehouse dopo 6 secondi dall'inizio della partita di campionato giocata sul campo del Derby County, che era sia il gol più veloce segnato da un giocatore degli Addicks che, più in generale, uno dei gol più veloci della storia del calcio segnati fino a quel momento nella storia. La sua carriera procede però in categorie inferiori: nella stagione 1966-1967 si divide infatti tra Darlington e Leyton Orient, entrambi militanti in terza divisione, senza riuscire a giocare con continuità in nessuno dei due club. Tra il 1967 ed il 1970 gioca invece in quarta divisione con la maglia del Notts County: qui, pur segnando solamente 8 reti in tre campionati, gioca in compenso con maggiore regolarità (87 presenze totali); si ritira poi nel 1971, dopo aver trascorso una stagione a livello semiprofessionistico con i Kidderminster.
In carriera ha totalizzato complessivamente 277 presenze e 81 reti nei campionati della Football League.

## Palmarès

### Club

#### Competizioni regionali
- Worcestershire Senior Cup: 1

Kidderminster Harriers: 1970-1971